# Niccolò d'Acciapaccio
 Niccolò d'Acciapaccio (født 1382 i Sorrento, død 3. april 1447 i Rom) var en af Den katolske kirkes kardinaler. Han var ærkebiskop af Capua i Italien.
Han blev kreeret til kardinal den 18. december 1439 af pave Eugenius IV.